# Johanna Matintalo
Johanna Matintalo, född 11 december 1996 i Pöytis i Finland, är en finländsk längdskidåkare och tidigare medeldistanslöpare. Hon debuterade i världscupen i längdskidåkning vid deltävlingar i Ruka i Finland den den 30 november 2014. Hon tog sin första pallplats i världscupen när hon ingick i det finska lag som kom trea i damernas stafett i Beitostølen, Norge, den 9 december 2018.
Matintalo deltog vid Olympiska vinterspelen 2018.